# Region der indigenen Völker (Taiwan)
Regionen der indigenen Völker (chinesisch 原住民族地區, Pinyin yuánzhùmínzú dìqū, Pe̍h-ōe-jī Goân-chū bîn-cho̍k tē-khu) Taiwans sind Verwaltungseinheiten, in denen die indigenen Völker Taiwans besondere Rechte genießen.

## Historischer Hintergrund

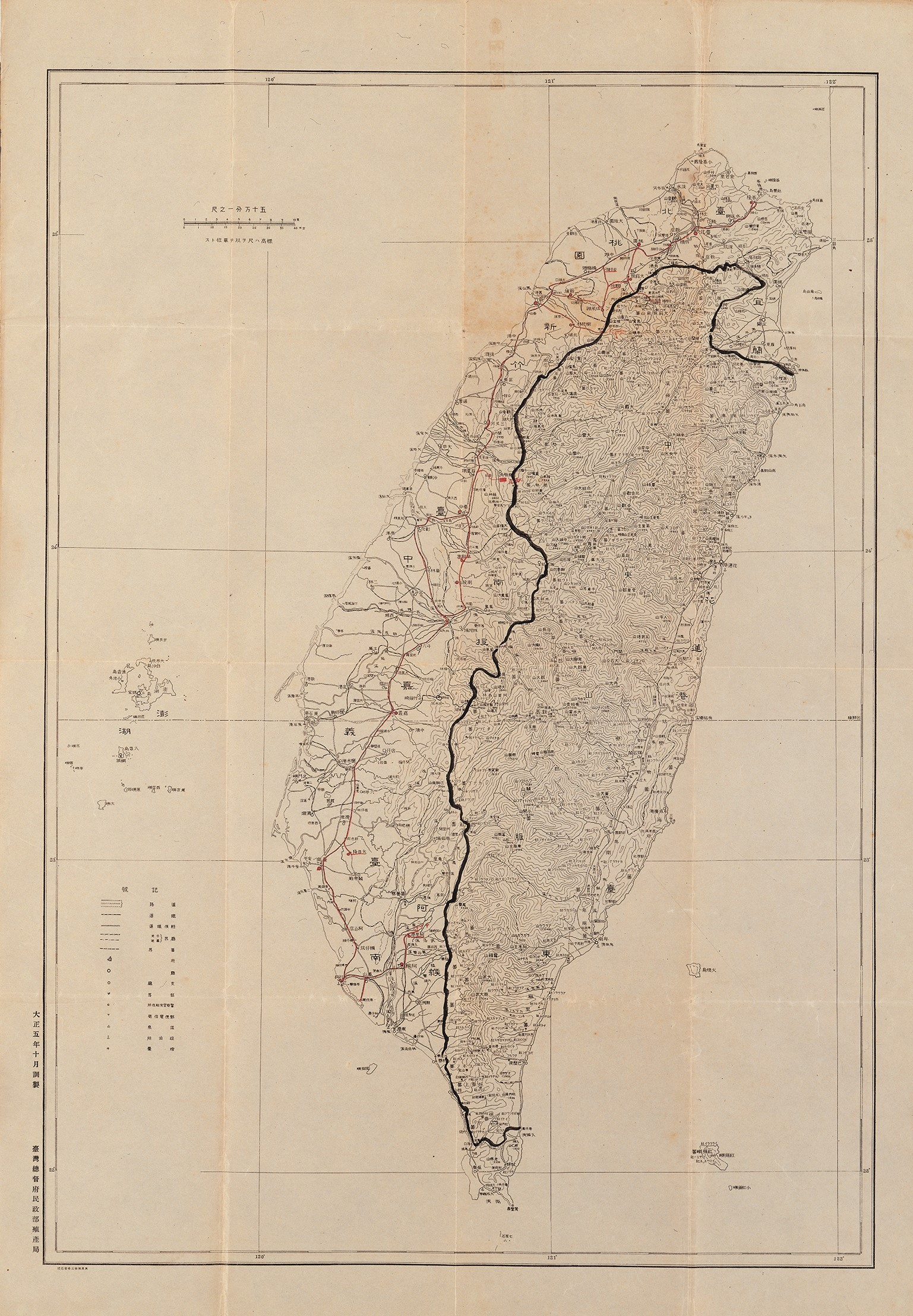
Die Karte aus dem Jahr 1916 zur Zeit der japanischen Herrschaft stellt die Grenzen der Wohngebiete der indigenen Völker dar

Heutige Regionen der indigenen Völker

Bis ins 17. Jahrhundert war die Insel Taiwan nahezu ausschließlich von austronesischen Ethnien besiedelt. Ab dem 17. Jahrhundert setzte – zum Teil katalysiert durch europäische Kolonialmächte – eine kontinuierliche Einwanderung von Han-Chinesen vom chinesischen Festland ein, die sich, nachdem Taiwan Ende des 17. Jahrhunderts zum Kaiserreich China gekommen war, verstärkte. Die indigene Bevölkerung wurde aus den fruchtbaren Ebenen der Westküste verdrängt und entweder in die chinesische Kultur assimiliert oder ins schwer zugängliche Bergland in der Inselmitte und im Osten der Insel abgedrängt. In der heutigen Republik China auf Taiwan gehören noch etwa 550.000 Personen (ungefähr 2,5 Prozent der Gesamtbevölkerung) den sogenannten indigenen Völkern an. 
Seit der politischen Transformation und der Demokratisierung Taiwans ab den 1980er/1990er Jahren wurden die Kulturen der Ureinwohner zunehmend als ein wertvolles und zu bewahrendes Kulturerbe Taiwans angesehen. Damit einhergehend wurden ihnen immer mehr Rechte eingeräumt. 54 Gemeinden, in denen Angehörige indigener Völker einen wesentlichen Bevölkerungsanteil ausmachen, wurden zu „Regionen der indigenen Völker“ erklärt, in denen die Kultur und die Sprachen der indigenen Völker einen besonderen Schutz und eine besondere Förderung erhalten sollen. Der Gesetzgeber unterscheidet dabei zwischen „indigenen Völkern des Berglands“ und „indigenen Völkern der Ebenen“. Die Definitionen beziehen sich dabei auf die traditionellen Siedlungsgebiete der einzelnen Völker während der Zeit der japanischen Herrschaft.

## Liste der Regionen der indigenen Völker

### Übersicht
Es gibt vier Arten von Regionen der indigenen Völker. Liegt die betreffende Gemeinde in einem Landkreis, so kann es sich um eine Landgemeinde (鄉,  Xiāng), eine Stadtgemeinde (鎮,  Zhèn) oder eine (Kreis-)Stadt (市,  Shì) handeln. Bildet die Region einen Stadtbezirk in einer regierungsunmittelbaren Stadt, so gilt sie als „Bergland-Stadtbezirk der Ureinwohner“ (直轄市山地原住民區,  zhíxiáshì shāndì yuánzhùmín qū).
| Landkreis/ Regierungsunmittelbare Stadt | Stadtbezirk | Landgemeinde | Landgemeinde | Stadtgemeinde | Kreisstadt |
| Landkreis/ Regierungsunmittelbare Stadt | Stadtbezirk | Berg         | Ebene        | Stadtgemeinde | Kreisstadt |
| --------------------------------------- | ----------- | ------------ | ------------ | ------------- | ---------- |
| Neu-Taipeh                              | 1           |              |              |               |            |
| Landkreis Yilan                         |             | 2            |              |               |            |
| Taoyuan                                 | 1           |              |              |               |            |
| Landkreis Hsinchu                       |             | 2            | 1            |               |            |
| Landkreis Miaoli                        |             | 1            | 2            |               |            |
| Taichung                                | 1           |              |              |               |            |
| Landkreis Nantou                        |             | 2            | 1            |               |            |
| Landkreis Chiayi                        |             | 1            |              |               |            |
| Kaohsiung                               | 3           |              |              |               |            |
| Landkreis Pingtung                      |             | 8            | 1            |               |            |
| Landkreis Taitung                       |             | 5            | 7            | 2             | 1          |
| Landkreis Hualien                       |             | 3            | 7            | 2             | 1          |
| Gesamt                                  | 6           | 24           | 19           | 4             | 2          |

### Liste der Gemeinden
Folgende Gemeinden oder Stadtdistrikte gelten als Regionen der indigenen Völker".

Gebiet des Berglandes
Gebiet der Ebene
| Name      | Chinesisch | Taiwanisch  | Hakka       | Formosa-Sprache                    | Gemeindeart | Gemeindeart   | Verwaltungseinheit | Vorwiegende Sprache(n)    |
| --------- | ---------- | ----------- | ----------- | ---------------------------------- | ----------- | ------------- | ------------------ | ------------------------- |
| Nan’ao    | 南澳鄉     | Lâm-ò       | Nàm-o       |                                    |             | Landgemeinde  | Landkreis Yilan    | Atayal                    |
| Datong    | 大同鄉     | Tāi-tông    | Thai-thùng  |                                    |             | Landgemeinde  | Landkreis Yilan    | Atayal                    |
| Wulai     | 烏來區     | U-lai       | Vû-lòi      | UlayAtayal                         |             | Stadtbezirk   | Neu-Taipeh         | Atayal                    |
| Fuxing    | 復興區     | Hok-heng    | Fu̍k-hîn     | PyasanAtayal                       |             | Stadtbezirk   | Taoyuan            | Atayal                    |
| Guanxi    | 關西鎮     | Koan-se     | Kûan-sî     |                                    |             | Stadtgemeinde | Landkreis Hsinchu  | Atayal                    |
| Jianshi   | 尖石鄉     | Chiam-chio̍h | Tsiâm-sa̍k   |                                    |             | Landgemeinde  | Landkreis Hsinchu  | Atayal                    |
| Wufeng    | 五峰鄉     | Ngó͘-hong    | Ńg-fûng     |                                    |             | Landgemeinde  | Landkreis Hsinchu  | Atayal, Saisiyat          |
| Nanzhuang | 南庄鄉     | Lâm-chng    | Nàm-chông   |                                    |             | Landgemeinde  | Landkreis Miaoli   | Saisiyat                  |
| Shitan    | 獅潭鄉     | Sai-thâm    | Sṳ̂-thàn     |                                    |             | Landgemeinde  | Landkreis Miaoli   | Saisiyat                  |
| Tai’an    | 泰安鄉     | Thài-an     | Thai-ôn     |                                    |             | Landgemeinde  | Landkreis Miaoli   | Atayal                    |
| Heping    | 和平區     | Hô-pêng     | Fò-phìn     |                                    |             | Stadtbezirk   | Taichung           | Atayal                    |
| Yuchi     | 魚池鄉     | Hî-tî       | Ǹg-tshṳ̀     |                                    |             | Landgemeinde  | Landkreis Nantou   | Thao                      |
| Xinyi     | 信義鄉     | Sìn-gī      | Sin-ngi     |                                    |             | Landgemeinde  | Landkreis Nantou   | Bunun                     |
| Ren’ai    | 仁愛鄉     | Jîn-ài      | Yìn-oi      |                                    |             | Landgemeinde  | Landkreis Nantou   | Atayal, Bunun, Seediq     |
| Alishan   | 阿里山鄉   | A-lí-san    | Â-lî-sân    | PsoseonganaTsou                    |             | Landgemeinde  | Landkreis Chiayi   | Tsou                      |
| Namaxia   | 那瑪夏區   | Namasia     | Namasia     | NamasiaBunun, Kanakanavu           |             | Stadtbezirk   | Kaohsiung          | Bunun, Kanakanavu         |
| Tauyuan   | 桃源區     | Thô-goân    | Thò-ngièn   | NganiBunun                         |             | Stadtbezirk   | Kaohsiung          | Bunun, Saaroa             |
| Maolin    | 茂林區     | Bō͘-lîm      | Meu-lìm     | TeldrekaRukai                      |             | Stadtbezirk   | Kaohsiung          | Rukai                     |
| Manzhou   | 滿州鄉     | Bóan-chiu   | Mân-chû     | ManutsuruPaiwan                    |             | Landgemeinde  | Landkreis Pingtung | Paiwan                    |
| Sandimen  | 三地門鄉   | Soaⁿ-tē-mn̂g | Sâm-thi-mùn | TimurPaiwan                        |             | Landgemeinde  | Landkreis Pingtung | Paiwan, Rukai             |
| Wutai     | 霧臺鄉     | Bū-tâi      | Vu-thòi     | VedaiRukai                         |             | Landgemeinde  | Landkreis Pingtung | Rukai                     |
| Majia     | 瑪家鄉     | Má-ka       | Mâ-kâ       | MakazayazayaPaiwan                 |             | Landgemeinde  | Landkreis Pingtung | Paiwan                    |
| Taiwu     | 泰武鄉     | Thài-bú     | Thai-vú     | KlaljucPaiwan                      |             | Landgemeinde  | Landkreis Pingtung | Paiwan                    |
| Laiyi     | 來義鄉     | Lâi-gī      | Lòi-ngi     | RaiPaiwan                          |             | Landgemeinde  | Landkreis Pingtung | Paiwan                    |
| Chunri    | 春日鄉     | Chhun-ji̍t   | Tshûn-ngit  | KasugaguPaiwan                     |             | Landgemeinde  | Landkreis Pingtung | Paiwan                    |
| Shizi     | 獅子鄉     | Sai-chú     | Sṳ̂-é        | SisiguPaiwan                       |             | Landgemeinde  | Landkreis Pingtung | Paiwan                    |
| Mudan     | 牡丹鄉     | Bó͘-tan      | Méu-tân     | SinvaudjanPaiwan                   |             | Landgemeinde  | Landkreis Pingtung | Paiwan                    |
| Taitung   | 臺東市     | Tâi-tang    | Thòi-tûng   | PusungAmisisch, Paiwan, Puyuma     |             | Kreisstadt    | Landkreis Taitung  | Amisisch, Paiwan, Puyuma  |
| Chenggong | 成功鎮     | Sêng-kong   | Sṳ̀n-kûng    | MadawdawAmisisch                   |             | Stadtgemeinde | Landkreis Taitung  | Amisisch                  |
| Guanshan  | 關山鎮     | Koan-san    | Kûan-sân    | LilongAmisisch                     |             | Stadtgemeinde | Landkreis Taitung  | Amisisch                  |
| Beinan    | 卑南鄉     | Pi-lâm      | Pî-nàm      | PuyumaAmisisch&Puyuma, PinangRukai |             | Landgemeinde  | Landkreis Taitung  | Amisisch, Puyuma, Rukai   |
| Dawu      | 大武鄉     | Tāi-bú      | Thai-vú     | PalangoePaiwan                     |             | Landgemeinde  | Landkreis Taitung  | Paiwan                    |
| Taimali   | 太麻里鄉   | Thài-mâ-lí  | Thai-mà-lî  | TjavualjiAmisisch, Paiwan          |             | Landgemeinde  | Landkreis Taitung  | Amisisch, Paiwan          |
| Changbin  | 長濱鄉     | Tn̂g-pin     | Tshòng-pîn  | KakacawanAmisisch                  |             | Landgemeinde  | Landkreis Taitung  | Amisisch                  |
| Donghe    | 東河鄉     | Tong-hô     | Tûng-hò     | FafukodAmisisch                    |             | Landgemeinde  | Landkreis Taitung  | Amisisch                  |
| Luye      | 鹿野鄉     | Lo̍k-iá      | Lu̍k-yâ      |                                    |             | Landgemeinde  | Landkreis Taitung  | Amisisch                  |
| Chishang  | 池上鄉     | Tî-siōng    | Tshṳ̀-song   |                                    |             | Landgemeinde  | Landkreis Taitung  | Amisisch                  |
| Yanping   | 延平鄉     | Iân-pêng    | Yèn-phìn    | InpiingBunun                       |             | Landgemeinde  | Landkreis Taitung  | Bunun                     |
| Haiduan   | 海端鄉     | Hái-toaⁿ    | Hói-tôn     | HaitutuanBunun                     |             | Landgemeinde  | Landkreis Taitung  | Bunun                     |
| Daren     | 達仁鄉     | Ta̍t-jîn     | Tha̍t-yìn    | TadrenPaiwan                       |             | Landgemeinde  | Landkreis Taitung  | Paiwan                    |
| Jinfeng   | 金峰鄉     | Kim-hong    | Kîm-fûng    | KinzangPaiwan                      |             | Landgemeinde  | Landkreis Taitung  | Paiwan                    |
| Lan Yu    | 蘭嶼鄉     | Lân-sū      | Làn-yí      | Ponso no TaoYami                   |             | Landgemeinde  | Landkreis Taitung  | Yami                      |
| Hualien   | 花蓮市     | Hoa-liân    | Fâ-lièn     | KalinkoAmisisch, NabakuwanSakizaya |             | Kreisstadt    | Landkreis Hualien  | Amisisch, Sakizaya, Truku |
| Fenglin   | 鳳林鎮     | Hōng-lîm    | Fung-lìm    | MarlimuAmisisch                    |             | Stadtgemeinde | Landkreis Hualien  | Amisisch                  |
| Yuli      | 玉里鎮     | Gio̍k-lí     | Ngiu̍k-lî    | PoskoAmisisch                      |             | Stadtgemeinde | Landkreis Hualien  | Amisisch                  |
| Xincheng  | 新城鄉     | Sin-siâⁿ    | Sîn-sàng    | SinjiyuTruku, TakidisAmisisch      |             | Landgemeinde  | Landkreis Hualien  | Amisisch, Truku           |
| Ji’an     | 吉安鄉     | Kiat-an     | Kit-ôn      | CikasuanAmisisch                   |             | Landgemeinde  | Landkreis Hualien  | Amisisch, Truku           |
| Shoufeng  | 壽豐鄉     | Siū-hong    | Su-fûng     | CiamenganAmisisch                  |             | Landgemeinde  | Landkreis Hualien  | Amisisch                  |
| Guangfu   | 光復鄉     | Kong-ho̍k    | Kông-fu̍k    | Fata'anAmisisch                    |             | Landgemeinde  | Landkreis Hualien  | Amisisch                  |
| Fengbin   | 豐濱鄉     | Hong-pin    | Fûng-pîn    | FakonAmisisch, BakungKavalan       |             | Landgemeinde  | Landkreis Hualien  | Amisisch, Kavalan         |
| Ruisui    | 瑞穗鄉     | Sūi-sūi     | Lui-sui     | KohkohAmisisch                     |             | Landgemeinde  | Landkreis Hualien  | Amisisch                  |
| Fuli      | 富里鄉     | Hù-lí       | Fu-lî       | KongpoAmisisch                     |             | Landgemeinde  | Landkreis Hualien  | Amisisch                  |
| Xiulin    | 秀林鄉     | Siù-lîm     | Siu-lìm     | BsuringTruku                       |             | Landgemeinde  | Landkreis Hualien  | Truku                     |
| Wanrong   | 萬榮鄉     | Bān-êng     | Van-yùng    | MalibasiTruku                      |             | Landgemeinde  | Landkreis Hualien  | Truku, Bunun              |
| Zhuoxi    | 卓溪鄉     | Toh-khe     | Cho̍k-hâi    | TakkeiBunun                        |             | Landgemeinde  | Landkreis Hualien  | Bunun                     |